# 影平晶
影平 晶（かげひら あきら、1968年5月30日 - ）は、九州朝日放送 (KBC) の報道記者で、同局の元アナウンサー。

## 来歴
長崎県長崎市出身。青山学院大学文学部卒業。
1992年に九州朝日放送に入社し、同期の草柳悟堂、西村香織とともに同局のアナウンサーになる。
その後、2008年4月に報道部への異動で記者に転じることを、それまで担当していたラジオ番組の公式サイトで公表した。

## 担当番組
脚注の無いデータは、すべて2007年当時の公式プロフィールからの参考。

### テレビ番組
- KBCニュースピア
- うるとらマンボウ
- 気ままにLB
- とっても健康らんど

### ラジオ番組
- JAPAN CHART TOP10
- 栗田善成の元祖ラジオ本舗
- 和田安生の満足ラヂオ
- ふれあい歌謡曲 早朝百景
- 栗田善成のそんなバナナ塾 - 水曜・木曜担当[1]
- 川上鴻一郎 本の気持ちです
- SUNDAY A GO! GO!
- たび旅TRIP
- PAO〜N - 「本の気持ちです」リポーター（2006年度）[4]、「エコノミスト佐藤治彦の これで、だいjob!」担当（2007年度）
- もう夜なのか
- 久留米 オン・マイ・マインド